# Нижние Кинерки
Нижние Кинерки — посёлок в Новокузнецком районе Кемеровской области. Входит в состав Сосновского сельского поселения.

## География
Центральная часть населённого пункта расположена на высоте 243 метров над уровнем моря.

## Население
По данным Всероссийской переписи населения 2010 года, в посёлке Нижние Кинерки проживает 19 человек (7 мужчин, 12 женщин).